# كليفورد إل. هيلتون
كليفورد إل. هيلتون (بالإنجليزية: Clifford L. Hilton)‏ هو قاضي أمريكي، ولد في 6 ديسمبر 1866، وتوفي في 5 أبريل 1946.